# سيدني مكنايت
سيدني مكنايت (مواليد 31 أغسطس 1955) هو ملاكم كندي، مثّل بلاده في الألعاب الأولمبية الصيفية 1976.

## روابط خارجية
سيدني مكنايت على موقع أوليمبيديا (الإنجليزية)